# Sapore IV
Sapore IV, (in medio persiano: 𐭱𐭧𐭯𐭥𐭧𐭥𐭩 Šāhpuhr) (Persia, ... – Ctesifonte, 420), è stato sovrano dell'Armenia sasanide dal 415 al 420 e, per breve tempo, dell'impero sasanide nel 420.

## Biografia
Sapore IV era il figlio di Yazdgard I e di sua moglie Shushandukht e aveva due fratelli di nome Bahram V e Narsete. Alla morte del re arsacide armeno Cosroe IV, Yazdgard I decise di concedere la corona reale d'Armenia al figlio maggiore Sapore IV, anziché affidarla al nipote di Cosroe, Artassio IV. Durante il suo mandato in Armenia, Sapore si concentrò sulla riconciliazione e stabilì relazioni pacifiche con i nobili. Si prodigò inoltre in ogni modo per convertire gli armeni cristiani allo zoroastrismo, ma non ebbe successo.
Nel 420, Yazdgard I fu assassinato dai nobili sasanidi in Ircania, evento che spinse Sapore a lasciare in fretta l'Armenia alla volta di Ctesifonte per rivendicare il trono sasanide. La nobiltà e il clero, i quali disprezzavano il sovrano appena defunto, si sforzarono di privare i figli del diritto di successione. Anche per questo motivo, Sapore riuscì a regnare solo per un breve periodo, finendo infatti assassinato dai nobili e dal clero, che cercarono di espellere gli altri pretendenti rimasti. Dopo l'assassinio, gli aristocratici elessero come re dell'impero sasanide un altro principe, Cosroe detto l'Usurpatore, figlio di Bahram IV.